# Embajada de Cuba en Estados Unidos
La Embajada de Cuba en Washington, DC es la misión diplomática de la República de Cuba en los Estados Unidos. Se encuentra ubicada en el número 2630 de la calle 16th Northwest, en el barrio de Adams Morgan de Washington D. C. El edificio fue construido originalmente en 1917 como la Embajada de Cuba, y tuvo dicho uso hasta que los Estados Unidos rompió sus relaciones diplomáticas con Cuba en 1961. Volvió a funcionar como embajada desde el 20 de julio de 2015, en el contexto del deshielo cubano.
El actual representante de Cuba en Estados Unidos es José Ramón Cabañas Rodríguez, jefe de la Sección de Intereses desde 2012 y encargado de negocios ad interim desde el 20 de julio de 2015.
El edificio de la embajada consiste en una casa de tres pisos y estilo neoclásico, ubicada entre las embajadas de Lituania y Polonia, en un barrio donde se encontraban las residencias de los embajadores en la capital estadounidense. También cuenta con el Bar Hemingway, inaugurado en 2011 y dedicado al escritor estadounidense Ernest Hemingway.

## Historia
Desde 1977, tras un acuerdo entre Fidel Castro y Jimmy Carter, hasta julio de 2015, el edificio funcionó como la Sección de Intereses de la República de Cuba en Washington D. C., representando a los intereses cubanos en los Estados Unidos. La Sección de Intereses Cubanos y su contraparte la Sección de Intereses de los Estados Unidos en La Habana, funcionaron como secciones de las respectivas embajadas de Suiza, pero operando independiente en todo menos protocolo. Ambos países no tuvieron relaciones diplomáticas formales hasta 2015, actuando estas secciones como «embajadas de facto». Entre 1991 y 2015 Suiza fue el poder protector de Cuba en los Estados Unidos.
En 2003, el gobierno estadounidense ordenó la expulsión de 14 funcionarios asignados a la Sección de Intereses de Cuba en Washington y a la representación cubana ante la Organización de las Naciones Unidas en Nueva York.
El 19 de mayo de 1979, el grupo terrorista Omega 7 detonó una bomba en el edificio, que hizo más daño al edificio vecino, la embajada de Lituania. En el año anterior, 1978, el edificio ya había sido blanco de un ataque del grupo Coordinación de Organizaciones Revolucionarias Unidas (CORU, EN).
El 17 de diciembre de 2014, luego de un diálogo entre los representantes de ambas naciones, Barack Obama de Estados Unidos y Raúl Castro de Cuba, anunciaron que comenzarán conversaciones para restablecer las relaciones diplomáticas entre ambos países. La declaración contuvo 13 puntos sobre el establecimiento de relaciones diplomáticas, temas económicos, viajes, comunicaciones, frontera marítima y derechos humanos.
El 1 de julio de 2015, el presidente estadounidense Barack Obama, anunció, luego de 54 años, el restablecimiento formal de las relaciones diplomáticas entre Estados Unidos y Cuba. El edificio retomó su papel como la Embajada de Cuba en Washington D. C., el 20 de julio de 2015, cuando tres efectivos de la Guardia de Honor Presidencial, vestidos con traje de ceremonia, izaron la bandera de Cuba y se desveló una placa en la verja del edificio. El acto de inauguración, donde asistieron 500 personas, fue encabezado por el canciller cubano Bruno Rodríguez y también incluyó la interpretación del himno cubano. La secretaría de Estado adjunta para Latinoamérica, Roberta Jacobson, fue la representante oficial del gobierno estadounidense en la ceremonia.

## Jefes de la Sección Cubana de Intereses
- 1977-1989 - Ramón Sánchez-Parodi Montoto
- 1989-1992 - José Antonio Arbesú Fraga
- 1992-1998 - Alfonso Fraga
- 1998-2001 - Fernando Ramírez de Estenoz-Barciela
- 2001-2007 - Dagoberto Rodríguez Barrera
- 2007-2012 - Jorge Bolaños Suárez
- 2012-2015 - José Ramón Cabañas Rodríguez